# Thamnophis nigronuchalis
Thamnophis nigronuchalis là một loài rắn trong họ Rắn nước. Loài này được Thompson mô tả khoa học đầu tiên năm 1957.